# Ioannis Metaxas
Ioannis Metaxas (12. dubna 1871 Ithaka – 29. ledna 1941 Athény) byl řecký generál a diktátor, předseda vlády v letech 1936–1941.

## Kariéra
Ve 26 letech, v roce 1897, poprvé působil v Řecko-turecké válce jako armádní důstojník. Poté se vydal do Německa na studia. Po návratu byl zařazen do generálního štábu. Před Balkánskými válkami v letech 1912–1913 byla reorganizována armáda, čehož se Metaxas aktivně účastnil. V roce 1913 byl jmenován hlavním velitelem řeckého generálního štábu.
Metaxas byl podporován řeckým králem Konstantinem I. Ministerský předseda Eleftherios Venizelos rezignoval na svoji funkci poté, co Metaxas odmítl pomáhat vést dardanelskou kampaň. Ve volbách v roce 1915 Metaxas často označoval válku jako největší problém. Když ve volbách Venizelos vyhrál, dal rozkaz k mobilizaci armády, avšak následovně byl králem odvolán.
Roku 1917 byl král sesazen a Venizelos se dostal k moci. Metaxas následoval krále do exilu a vrátil se až v roce 1920. Roku 1923 řídil ze zákulisí pokus o státní převrat. Ten se však nezdařil a Metaxas musel opět načas odejít ze země.
V roce 1935 bylo v pochybném referendu většinou 97% hlasů rozhodnuto, že se země vrátí k monarchistickému zřízení a na trůn opět dosedl Jiří II. V roce 1936 jmenoval Jiří II. Metaxase prozatímním ministerským předsedou. Ten poté za podpory krále na sebe strhl veškerou moc a prosadil vyloučení některých prvků z ústavy zaručujících občanům demokratická práva. Následně se jeho režim zaměřil na postupnou likvidaci opozice, zejména komunistů.
Ioannis Metaxas se proslavil tím, že se postavil na odpor italskému diktátorovi Mussolinimu, který rozhodl o vpádu italských vojsk do Řecka 28. října 1940. Sebevědomí Italové narazili na tvrdý odpor řeckých vojsk. I přesto, že italské jednotky byly daleko lépe vyzbrojeny než domácí Řekové, nedokázaly udržet nad situací kontrolu a po řecké ofenzívě byla fronta zatlačena zpět na albánské hranice a zastavila se až 50 km od albánského města Berat.
Italským jednotkám přispěchala na pomoc vojska Nacistického Německa. Avšak toho se již Metaxas nedožil. Zemřel 29. ledna 1941 na hnisavý zánět hltanu, který způsobil otravu krve. Na jeho post nastoupil Alexandros Korizis.
V době po Metaxasově smrti přišly na pomoc italským vojskům německé jednotky. Řecká linie byla prolomena a následoval rychlý postup na řecké území.

## Metaxasova politika
Ioannis Metaxas podporoval různé, mezi lidem populární, názory. Zavedl osmihodinový pracovní den a povinná zlepšení pracovních podmínek. Vláda za Metaxase zřídila řecký sociální zabezpečovací fond (IKA), instituci sociálního zabezpečení a zlepšila stav opevnění (Metaxasova linie na řecko-bulharské hranici).
V zahraniční politice zastával Metaxas určitý probritský postoj. V době ohrožení Řecka zejména fašistickou Itálií hledal Metaxasův režim ochranu Velké Británie. I přesto, že Metaxas chtěl udržet Řecko mimo evropský konflikt, nepovedlo se mu to. Po Mussoliniho nátlaku na řecké strategické území se Metaxas nechal slyšet: „Alors, c'est la guerre“ (pak bude válka). Celé jeho prohlášení bylo veřejností shrnuto do slavného „Ochi“ (ne). Dnes se v Řecku každoročně oslavuje Den Ochi.